# 1409
1409 (MCDIX) je bilo navadno leto, ki se je po julijanskem koledarju začelo na torek.

## Dogodki
- v Pisi izvoljen nov protipapež; tako istočasno »vladajo« trije papeži.
- vojna med Benetkami in Ogrsko.

## Rojstva
- 7. oktober - Elizabeta Luksemburška, ogrska, nemška in češka kraljica († 1442)

## Smrti
- 23. april - Francesc Eiximenis, katalonski pisatelj, enciklopedist, filozof (* 1330)